# خالد القزاز
خالد عدلي مصطفى القزاز (ولد في 3 يوليو 1979) خبير في تكنولوجيا التعليم ومستشار في التعلم الابتكاري وناشط مصري في مجال حقوق الإنسان مؤسس وأمين صندوق مؤسسة القزاز للتعليم والتنمية ومقرها كندا. تولى في الفترة من 2012 إلى 2013 منصب سكرتير رئيس الجمهورية للعلاقات الخارجية.
دخل خالد القزاز عالم السياسة بعدما انضم للعمل السياسي الحزبي من خلال توليه ملف العلاقات الخارجية لحزب الحرية والعدالة والذي فاز  مرشحه بعد ذلك في انتخابات ديمقراطية في 30 يونيو 2012.
تم اعتقال خالد القزاز في 3 يوليو 2013 مع الرئيس المصري المنتخب محمد مرسي وثمانية مساعدين حكوميين من أعوانه، أطلقت زوجته سارة عطية حملة دولية لإطلاق سراحه وعودته، عاد خالد إلى تورونتو في 14 أغسطس 2016، بعد معاناة استمرت ثلاث سنوات.
في يونيو 2018 حصل خالد على جائزة الخدمة المجتمعية المتميزة في منطقة هالتون (اونتاريو - كندا) لجهوده المتميزة لإدماج ودعم الوافدين الجدد في المجتمع الكندي.

## حياته
ولد خالد القزاز في القاهرة لأبوين مصريين هما عدلي مصطفى القزاز وامال منصور ابوعوف، ولديه 5 أشقاء، متزوج من المصرية -الكندية  سارة عطية التي التقى بها أثناء دراسته للماجستير في كندا، حيث كان كلاهما من طلبة الدراسات العليا في قسم الهندسة بجامعة تورنتو. عملا معًا في العديد من الانشطة والمشروعات الاجتماعية المتميزة داخل الجامعة.  وفي عام 2004 تزوجا في مدينة تورونتو ثم انتقلا للإقامة في القاهرة عام 2005 لديه أربعة أطفال: عبد الرحمن، امنة، فاطمة وتحرير.
نشأ خالد في الإمارات العربية المتحدة، وقضي أغلب سنوات دراسته في مدرسة بريطانية. وعاد إلى مصر ليحصل على درجة البكالوريوس في الهندسة الميكانيكية مع مرتبة الشرف من الجامعة الأمريكية في القاهرة (AUC) عام 1999 . شارك في العديد من الأندية والاتحادات الطلابية في الجامعة، حيث كان رئيس نادي الهندسة الميكانيكية بالجامعة، كما كان قائد فريق الكرة الطائرة والتجديف بالجامعة، بالإضافة إلى تأسيسه لجمعية الشعر العربي ومشاركته في تقديم نموذج الجامعة العربية بالجامعة. إلى جانب الدراسة انتظم خالد في فريق الناشئين للكرة الطائرة بالنادي الأهلي المصري.كما حصل على جائزة أفضل لاعب (MVP) في الكرة الطائرة وتم ترشيحه لنيل جائزة رابطة الآباء لأفضل الطلاب في الحرم الجامعي.
انتقل إلى تورونتو بكندا في عام 2000 لدراسة الماجستير في الهندسة الميكانيكية في جامعة تورنتو (UofT) بعد حصوله على منحة دراسية كاملة من جامعة تورونتو لتفوقه الدراسي. حصل على درجة الماجستير في عام 2003 ثم بدأ في دراسات عليا في مجال نظم المواصلات الذكية.
تركزت أنشطته في المبادرات والمشروعات التنموية والحقوقية والتعليمية. قاد خالد القزاز العديد من المبادرات والأنشطة الطلابية خلال الفترة التي قضاها في جامعة تورنتو بكندا، مثل «طلاب من أجل العدالة العالمية»، والتي رفعت الوعي بأزمة المجتمعات المهمشة والمضطهدة في جميع أنحاء العالم، ومثل «برنامج رعاية اليتيم»، حيث جمع التبرعات لـ 300 يتيم في السنة الأولى من انطلاق البرنامج، كما شارك في مبادرات للتوعية بالعدالة الاجتماعية التي تخدم المهمشين والفقراء في أحيائهم المحلية. وشارك في مبادرات وأنشطة تخص حوار الأديان لتعزيز التسامح والتفاهم بين المجتمعات المختلفة.

## مشواره السياسي
بعد فوز حزب الحرية والعدالة بالانتخابات الرئاسية في يونيو 2012 ، اختير خالد للعمل في مؤسسة الرئاسة المصرية تقديرا وامتدادا لدوره في لجنة العلاقات الخارجية ومساهمته في تشكيل رؤية علمية للعلاقات الدولية في الحزب. اشتمل دوره في سكرتارية العلاقات الخارجية لرئاسة الجمهورية على التنسيق بين مؤسسة الرئاسة ووزارة الخارجية المصرية والتحضير والتوثيق للقاءات الخارجية للرئيس  والعمل على ملف حقوق الإنسان.
تولى منصب مستشار رئيس الجمهورية للعلاقات الخارجية في الفترة من يونيو 2012 إلى يونيو 2013.

## الاختفاء القسري والاعتقال
تم اعتقال خالد القزاز بالقوة في 3 يوليو 2013 مع الرئيس المصري المنتخب محمد مرسي وثمانية مساعدين حكوميين آخرين للحكومة.
ظل خالد في موقع عسكري مجهول لمدة خمسة أشهر ونصف، وخلال ذلك الوقت رفض النظام المصري الاعتراف بأنه كان يحتجز خالد أو يؤكد مكان وجوده، مما وضعه  تحت الاختفاء القسري وخارج نطاق الحماية القانونية.
وفي الأول من ديسمبر 2013، أصدرت منظمة هيومن رايتس ووتش بيانا اتهمت فيه الحكومة المصرية بالاخفاء القسري للقزاز منذ حوالي خمسة أشهر. وجاء في البيان أن القزاز «لا يزال معتقلاً دون أي سند قانوني في مكان مجهول».
بموجب القانون الدولي، تعتبر قضية خالد القزاز واحدة من حالات الاختفاء القسري. حيث ينتهك الاختفاء القسري العديد من الحقوق المكفولة بموجب العهد الدولي الخاص بالحقوق المدنية والسياسية، الذي صدقت عليه مصر في عام 1982، بما في ذلك شرط تقديم المحتجزين على وجه السرعة إلى المحاكمة.
وينص إعلان الأمم المتحدة لعام 1992 المتعلق بحماية جميع الأشخاص من الاختفاء القسري على أنه يجب احتجاز المعتقلين في أماكن احتجاز رسمية معترف بها، ويجب إبلاغ أسرهم بها على الفور؛ وأنه يجب عليهم الوصول إلى محام.
وفي 17 ديسمبر 2013 تم نقله بصورة غير قانونية لسجن العقرب في منطقة سجون طرة ليقضي قرابة العام في حبس انفرادي في ظروف شديدة الصعوبة كان لها تأثير كبير على حالته الصحية. وكشفت التقارير لاحقاً أن «خالد القزاز كان محتجزاً في حبس انفرادي في زنزانة ضيقة في أحد السجون الأكثر شهرة في مصر (سجن العقرب).»
أظهرت التقارير الصحفية الدولية ظروف الاحتجاز المتدهورة لخالد القزاز. من انتشار الحشرات داخل محبسه، وعدم تمكنه من الحصول على ملابس نظيفة أو قلم أو ورق، أو طريقة لمعرفة الوقت. ونتيجة للظروف القاسية لاحتجازه، تدهورت صحة القزاز كثيراً، مما جعله يعاني من مضاعفات في العمود الفقري مع خطر الإصابة بالشلل.
على اثر ذلك تم نقله في 26 أكتوبر 2014 لمستشفى خاص على نفقته الخاصة، واصل النظام  احتجازه في المستشفى لمدة ثلاثة أشهر بسبب الإصابات التي لحقت به نتيجة للظروف القاسية في محبسه.
في يوم الاثنين، 29 ديسمبر 2014، أصدر النائب العام أمراً بإخلاء سبيل خالد القزاز. ما يعني أن التحقيقات مع خالد وصلت إلى نهايتها ولن تصدر ضده أي تهمة. تم إطلاق سراح خالد أخيرًا في 11 يناير 2015 ولم يدرج على أي قضايا سابقة أو لاحقة.
لم يتمكن خالد القزاز من العودة إلى منزل العائلة  في كندا الا بعد 19 شهرا أخرى من قرار الإفراج عنه نتيجة التعنت في إصدار الأوراق الرسمية والمنع غير قانوني من السفر حيث تمت إعادته  مع عائلته من المطار مرتين بدون ابداء أي اسباب. كما تم التحفظ على جميع أملاكه وحساباته.

وبعد عدة محاولات دبلوماسية من الحكومة الكندية عاد خالد إلى تورونتو في النهاية في 14 أغسطس 2016، بعد معاناة استمرت ثلاث سنوات.

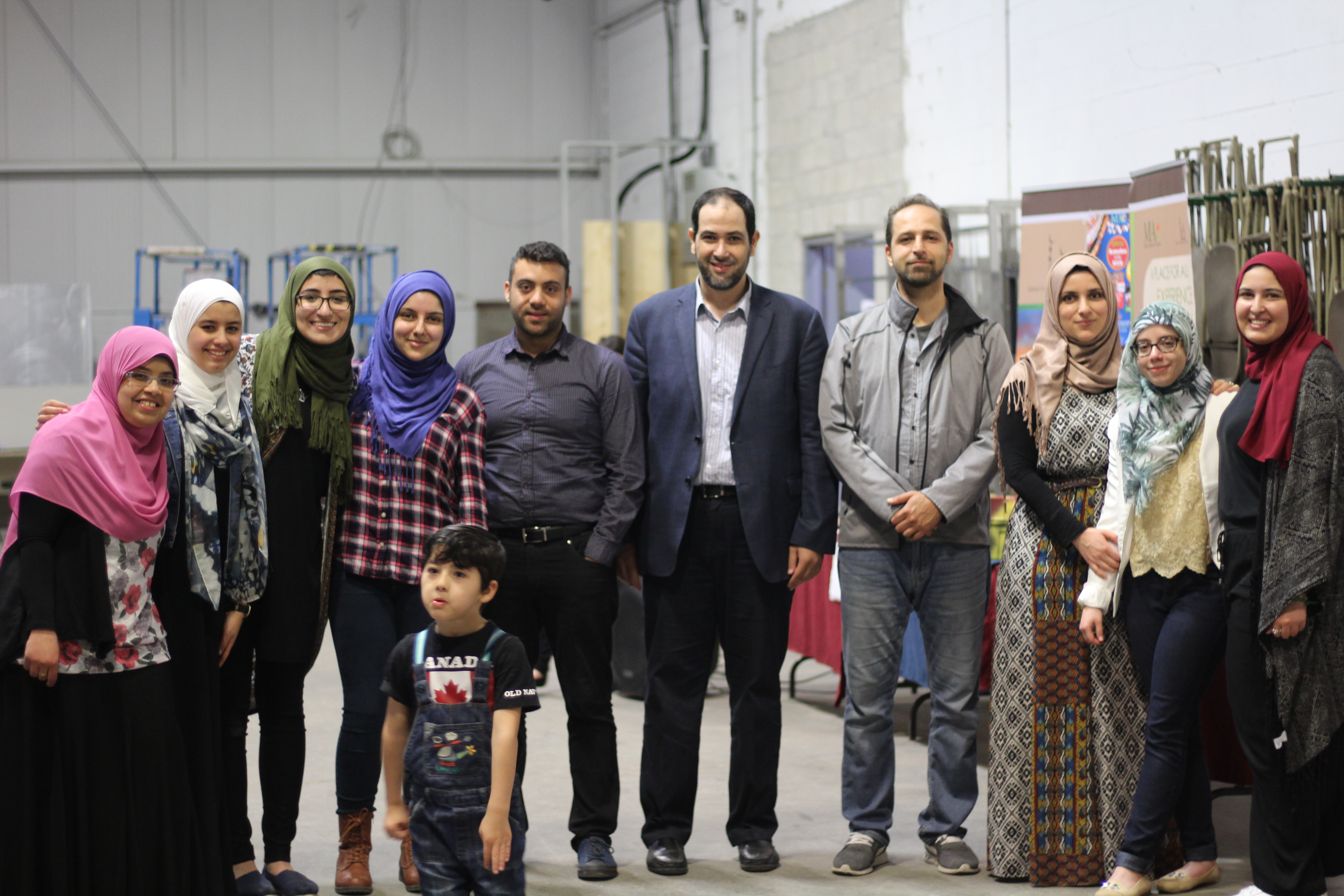
خالد القزاز في واحدة من فعاليات مؤسسة القزاز للتعليم والتنمية

قادت سارة عطية زوجة خالد القزاز وزميلة الدراسة في جامعة تورونتو (حملة FreeKQ) والتي انطلقت في أبريل 2014 ووصل صداها إلى المهتمين بحقوق الإنسان على الصعيدين المحلي والدولي. دعت سارة عطية من خلال حملتها الحكومتين الكندية والمصرية وكذلك المجتمع الدولي إلى المساعدة على وجه السرعة في ضمان عودة خالد إلى أسرته في كندا فوراً.
أطلقت حملة FreeKQ مبادرات مبدعة  مثل حملات المكالمات الهاتفية وحملات كتابة الرسائل وجمع التوقيعات و" Pay it Forward 